# ターン・バック・タイム (シェールの曲)
「ターン・バック・タイム」（"If I Could Turn Back Time"）は、ダイアン・ウォーレンによるアメリカ合衆国の歌手・女優のシェールによる楽曲であり、彼女の19枚目のアルバム『ハート・オブ・ストーン』（1989年）に収録された。1989年7月1日にゲフィン・レコードよりアルバムのリードシングルとして発売された。ダイアン・ウォーレンが作曲し、ガイ・ロッチが共同でプロデューサーを務めた。シェールはデモテープを聞いた当初はこの曲を嫌っていたが、レコーディング後にはその意見を変えた。
「ターン・バック・タイム」の世界的な成功により、1980年代末にシェールは大きな復活を遂げた。オーストラリアとノルウェーのチャートでは1位、米国では3位、英国では6位を獲得した。『ビルボード』のアダルト・コンテンポラリー・ミュージック・チャートではシェール自身2度目となる1位を達成した。また米国での売り上げは50万枚を突破し、アメリカレコード協会によりゴールド認定された。2011年11月、『ビルボード』は米国でのデジタル販売が39万4000に達したと報じた。
今では「ビリーヴ」と並び、彼女の代表曲となっている。

## 背景
楽曲はダイアン・ウォーレンによって書かれ、ガイ・ロッチが彼女と共同でプロデューサーを務めた。デモテープを聞いた当初、シェールはこの曲を気に入らずに断っていた。ウォーレンは1991年に「私は跪いて懇願した。私は彼女にイエスと言ってもらうまで部屋を出ないと言い、そして最終的に、私に帰ってもらうために彼女は承諾した」と振り返った。2014年にはさらにウォーレンは「彼女は本当に（それを）嫌っていたが、セッション中に私は彼女の脚をつかんで『あなたはそれをレコーディングしなくてはいけない!』と言った」と回想した。そして彼女によるとシェールの反応は「『ファック・ユー、ビッチ! あなた、私の脚を傷つけるつもり! わかったわ、それを試してみましょう』と言い。その後『あなたが正しかった』という表情を見せた」という。

## ミュージック・ビデオ
ミュージック・ビデオはマーティ・コールナーが監督し、戦艦ミズーリの甲板上で撮影された。ビデオはシェールとそのバンドが戦艦の乗組員にコンサートを開くという内容であった。ビデオはの撮影はミズーリ艦が旧ロングビーチ海軍造船所に停泊していた1989年7月1日にロサンゼルスで行われた。ビデオには当時12歳だったシェールの息子のイライジャ・ブルー・オールマンがバンドのギタリスト役（ジミ・ヘンドリックスのTシャツを着ている）で出演した。
フィッシュネット・ボディ・ストッキングを履いた上に尻と脇腹を大きく露出した水着にワンピースというシェールの衣装は物議を醸し、多くのテレビ局でビデオの放送が拒否された。MTVも当初は中止したが、後に午後9時以降に放送する措置を取った。ビデオの衣装とセクシュアルな内容は撮影を許可した段階ではアメリカ海軍には知られていなかった。ミズーリ艦の連絡係であるスティーヴ・ホンダはシェールがその衣装を着ると知るとコールナー監督にそれを辞めさせるように頼んだが彼は拒否した。ビデオへの批判を受け、アメリカ海軍はこの件以降には戦艦上でのミュージック・ビデオの撮影に一切許可を出していない。
2003年、シェールは『Living Proof: Farewell Tour』のコンサートのDVDに「ターン・バック・タイム」のリミックス・ビデオを収録した。

## パーソネル
- リードボーカル: シェール
- ドラム、パーカッション: マーク・T・ウィリアムス
- ベース: ジョン・ピアース
- キーボード: ガイ・ロッチ、アラン・パスクァ
- ギター: スティーヴ・ルカサー、Glenn Sciurba、ジーン・ブラック
- バッキングボーカル: デズモンド・チャイルド、マイケル・アンソニー、ロビン・ベック、ジェーン・マクレーン、ジミー・デマーズ

## ライブ・パフォーマンス

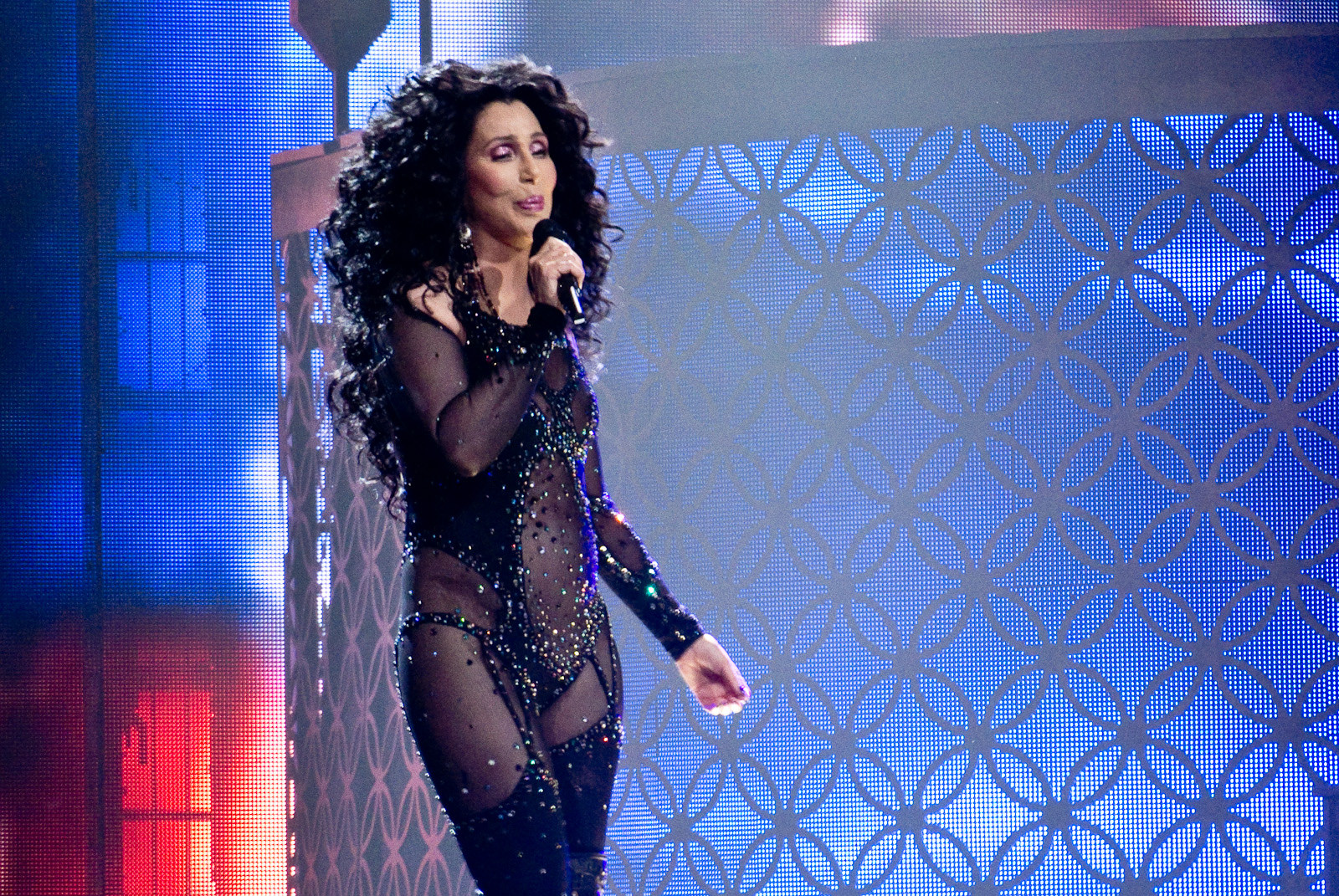
2014年のDressed to Kill Tourで「ターン・バック・タイム」を歌うシェール。

シェールは以下のコンサート・ツアーでこの曲を歌った。本曲の世界的成功により、コンサート・ツアーでは必ずラストに歌われるスタンダード・ナンバーとなっている。:
- Heart of Stone Tour (1990)
- Love Hurts Tour (1992)
- Do You Believe? Tour (1999–2000)
- The Farewell Tour (2002–2005)
- Cher at the Colosseum (2008–2011)
- Dressed to Kill Tour (2014)
- Classic Cher (2017–2018)

## フォーマットとトラックリスト
2000年にシェールは「Do You Believe?」ツアー中に収録したボーカルを含む３つの新しいリミックスをイギリスで発売した。オールマイティのリミックスは「Living Proof: Farewell Tour」のオープニング・トラックとして使われ、また「悲しき恋占い」のイントロと「 ディファレント・カインド・オブ・ラヴ・ソング」の要素がある。
If I Could Turn Back Time US Promo CD Single
1. If I Could Turn Back Time (Remix)
2. If I Could Turn Back Time (Original Mix)
3. If I Could Turn Back Time (Rock Mix)
4. If I Could Turn Back Time (AC Mix)

If I Could Turn Back Time European CD Single
1. If I Could Turn Back Time (Rock Guitar Version)
2. If I Could Turn Back Time
3. I Found Someone

If I Could Turn Back Time Remix
1. Believe (Almighty Definitive Mix)
2. If I Could Turn Back Time (Almighty Definitive Mix)
3. If I Could Turn Back Time (TNT Vocal Mix)
4. If I Could Turn Back Time (TNT Dub)
5. One By One (Junior Vasquez Vocal Remix)

## オフィシャル版とリミックス
- Original Mix (3:59)
- AC Mix (3:59)
- Remix (3:59)
- Rock Mix [aka Rock Guitar Version] (4:06)[10]
- Almighty Definitive Remix (7:45)[11]
- Almighty Radio Edit (4:29)[12]
- TNT Vocal Mix (6:46)[8]
- TNT Dub (6:47)

## チャートと認定
| チャート (1989–1990)                    | 最高 順位 |
| --------------------------------------- | --------- |
| オーストラリア (ARIA)                   | 1         |
| オーストリア (Ö3 Austria Top 40)        | 14        |
| ベルギー (Ultratop 50 Flanders)         | 6         |
| カナダ トップシングルス (RPM)           | 2         |
| カナダ アダルト・コンテンポラリー (RPM) | 1         |
| カナダ (The Record)                     | 7         |
| ヨーロッパ European Hot 100 Singles)    | 16        |
| ドイツ (Official German Charts)         | 16        |
| アイルランド (IRMA)                     | 6         |
| イタリア (Hit Parade Italia)            | 15        |
| オランダ (Dutch Top 40)                 | 6         |
| オランダ (Single Top 100)               | 4         |
| ニュージーランド (Recorded Music NZ)    | 3         |
| スペイン Top 40 Radio (Promusicae)      | 39        |
| スウェーデン (Sverigetopplistan)        | 11        |
| UK シングルス (OCC)                     | 6         |
| US Billboard Hot 100                    | 3         |
| US Adult Contemporary (Billboard)       | 1         |
| 米国 Cash Box Top 100                   | 3         |
| チャート (2016)                         | 最高 順位 |
| ポーランド (Polish Airplay Top 100)     | 90        |

| チャート (1989)                        | 順位 |
| -------------------------------------- | ---- |
| オーストラリア (ARIA)                  | 5    |
| ベルギー (Ultratop 50 Flanders)        | 53   |
| カナダ Top Singles (RPM)               | 19   |
| イタリア (Hit Parade Italia)           | 71   |
| オランダ (Dutch Top 40)                | 62   |
| オランダ (Single Top 100)              | 37   |
| 英国 Singles (Official Charts Company) | 43   |
| 米国 Billboard Hot 100                 | 35   |
| 米国 Adult Contemporary (Billboard)    | 21   |

### 認定と売上
| 国/地域                    | 認定        | 認定/売上数 |
| -------------------------- | ----------- | ----------- |
| オーストラリア (ARIA)      | 2× Platinum | 140,000^    |
| アメリカ合衆国 (RIAA)      | Gold        | 500,000^    |
| Digital                    |             |             |
| アメリカ合衆国 (RIAA)      |             | 394,000     |
| ^ 認定のみに基づく出荷枚数 |             |             |